# Valle Negra
 'Valle Negra' es un cultivar de higuera de tipo higo común Ficus carica bífera es decir de dos cosechas al año brevas de primavera-verano, e higos en verano-otoño, de higos epidermis de color de fondo negro con sobre color ausente, siendo una de sus características un largo cuello tubular cilíndrico. Se cultiva principalmente en huertos y jardines de los valles de la zona italiana del norte y en Estados Unidos en huertos y jardines privados de varios estados donde fue llevado por emigrantes italianos a finales del siglo XIX y principios del siglo XX. En América del Norte son capaces de ser cultivadas en USDA Hardiness Zones 5 y 6.

## Sinonimia
- „Valle Nero“,[5][3][6]

## Historia
Variedad cultivada desde antiguo en algunos valles de la zona de Aosta en el norte de Italia donde esta variedad encuentra su hábitat óptimo puede dar lo mejor de sí mismo. Soporta temperaturas hasta de 15 grados farhenheit.

## Características
'Valle Negra' es una higuera del tipo higo común bífera, la higuera es un árbol de porte majestuoso, muy productivo y constante en la madurez de los frutos.
'Valle Negra' produce dos cosechas la de brevas y la de higos. Hojas medianas, mayoritariamente de 5 lóbulos, que tienen una gran profundidad de hendidura y son relativamente finos, con lóbulos más pequeños sobre ellos.
El tamaño de la fruta es grande en las brevas unos 50 gr, en forma cónica, con un cuello tubular cilíndrico alargado hacia el pedúnculo. Epidermis gruesa, de color negro. Pulpa de color rojo claro. Las brevas maduran en primavera-verano, y los higos son más pequeños de unos 30 gr con una epidermis de color de base negro con sobre color, ausente maduran desde mediados de verano a otoño. Es una variedad autofértil que no necesita otras higueras para ser polinizada.
El higo tiene un cuello largo con un color purpuráceo que resalta con el resto de la piel que es negro; ostiolo de tipo mediano cerrado lo que le permite aguantar bien la lluvia y las humedades sin agriarse, con escamas medianas semiadheridas de color rojizo, piel dura o gomosa en textura; epidermis con color de fondo negro con sobre color ausente; costillas marcadas;la carne mesocarpio de grosor irregular siendo más grueso en la zona del cuello, el color púrpura en la zona del ostiolo y diferentes grados de rosa en la zona del cuello; pulpa sólida, de color rojoarosado, cavidad interna ausente, con aquenios grandes escasos; sabor intenso a frutos del bosque dulce excelente, bastante jugoso; Buena calidad. Temporada de maduración muy prolongada, hasta primeros de octubre.

## Cultivo y uso
Esta variedad es muy resistente a las heladas es adecuada en las zonas interiores de Italia para desarrollar todo su potencial.  En América del Norte son capaces de ser cultivadas en USDA Hardiness Zones 5 y 6. Adecuado para consumo fresco.